# Hana Volavková
Hana Volavková (9. května 1904, Jaroměř – 29. března 1985, Praha) byla česká historička umění, ředitelka Židovského muzea v Praze.

## Život a působení
Narodila se jako Hana Frankensteinová v židovské rodině drobných podnikatelů v Jaroměři. Po absolvování gymnázia v Hradci Králové (1924) se chtěla stát učitelkou, nakonec se ale rozhodla pro dějiny umění. V letech 1924–1929 studovala historii (prof. J. Pekař, J. Šusta) a dějiny umění (prof. V. Birnbaum, K. Chytil, A. Matějček, J. Cibulka) a klasickou archeologii (prof. H. Vysoký) na Filozofické fakultě Univerzity Karlovy v Praze a studia ukončila obhajobou rigorózní práce roku 1929.
Po ukončení studií pracovala v pražské Městské knihovně a později jako vedoucí knihovny Uměleckoprůmyslového musea v Praze (1933–1939), publikovala své první odborné texty. Zároveň byla kurátorkou výstav a redigovala výstavní katalogy, krátkými texty přispívala do časopisů. Na některých projektech spolupracovala se svým budoucím manželem, významným českým historikem umění Vojtěchem Volavkou, za něhož se provdala v roce 1933. V té době přestoupila ke katolictví a svého syna Jana, který se narodil o rok později, vychovávala k české kultuře. Manželé se ještě před válkou rozvedli, ale žili společně. Jan, který působil většinu svého života ve Spojených státech, je světově uznávaným psychiatrem.
Pro svůj židovský původ byla Hana Volavková v roce 1939 propuštěna z práce, ale odmítla odejet se synem do Londýna, kde v té době přednášel na konferenci Vojtěch Volavka.. Ten se s ní pak znovu oženil roku 1942, aby ji uchránil před deportací do koncentračního tábora. V roce 1943 dostala nabídku připojit se k malému týmu, který při pražské Židovské náboženské obci budoval muzeum z liturgických předmětů, knih a archiválií shromážděných ze všech tehdy existujících židovských obcí v tzv. Protektorátu Čechy a Morava. Ve válečném Ústředním židovském muzeu se podílela na tvorbě sbírek a na přípravě instalací, které ovšem nebyly přístupny veřejnosti. V únoru 1945 byla deportována do Terezína.
Po skončení 2. světové války byla Hana Volavková jediným členem odborného muzejního týmu, který válku přežil. Mezi oběťmi šoa byla také značná část její rodiny. V poválečné hektické době se ujala složitého úkolu uhájit sbírky muzea v neporušeném stavu a vytvořit z muzea profesionální instituci. Stala se první poválečnou ředitelkou Židovského muzea.
V roce 1950 převzal sbírky muzea stát a Hana Volavková stála před dalším nelehkým úkolem: zachovat existenci muzea i v podmínkách režimu, který židovským tématům nepřál. Také tentokrát uspěla. K jejím nejvýznamnějším projektům patřilo zejména vybudování památníku českým a moravským obětem šoa v Pinkasově synagoze, propagace dětských kreseb z Terezína a péče o židovské nemovité památky. V roce 1961 muzeum pod tlakem komunistických úřadů opustila a mohla se znovu věnovat své práci v oboru dějin umění. I zde si dokázala získat velký respekt kolegů. Hana Volavková zemřela v roce 1985 v Praze.

## Dílo